# St. Kilian (Markelsheim)

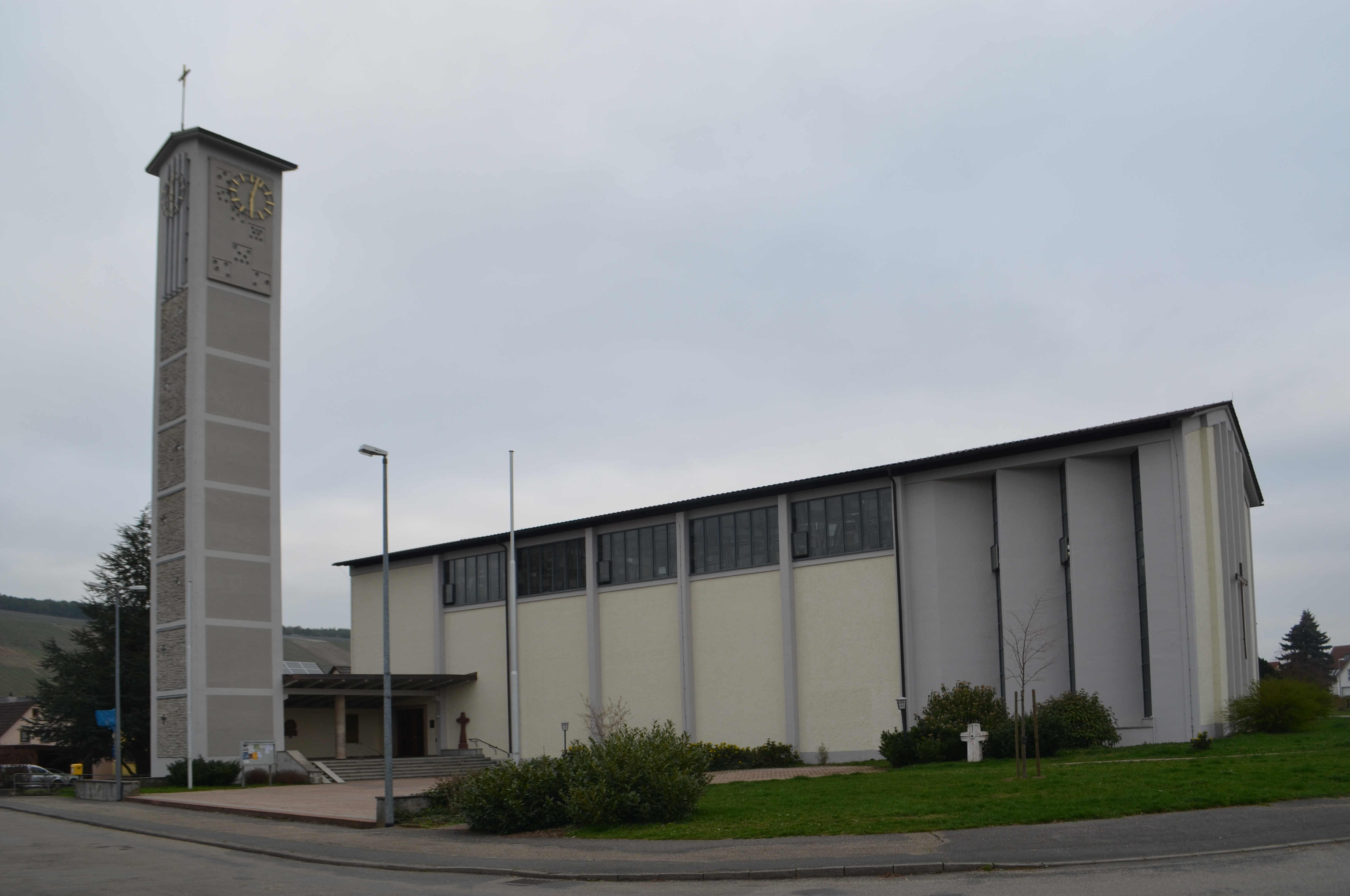
St. Kilian in Markelsheim

Die römisch-katholische Pfarrkirche St. Kilian in Markelsheim, einem Stadtteil von Bad Mergentheim im Main-Tauber-Kreis, wurde im Jahre 1959 errichtet und ist dem heiligen Kilian geweiht. In der Kirche befinden sich historische Ausstattungsstücke, u. a. ein Taufstein aus dem Jahre 1583. Die Kilianskirche gehört zur Seelsorgeeinheit 1a – L.A.M.M., die dem Dekanat Mergentheim der Diözese Rottenburg-Stuttgart zugeordnet ist. Die Ausstattung der Kirche ist ein Kulturdenkmal der Stadt Bad Mergentheim.